# Abaareey
Abaareey vagy Abaarey város Szomália Mudug megyéjében.